# 喉白鮭
喉白鮭，為輻鰭魚綱鮭形目鮭科的一種，原產於德國、瑞士及奧地利交界的康士坦茲湖區，已絕種。主要棲息在接近湖底的深水區，屬肉食性，以無脊椎動物為食，繁殖期約在3月至4月中旬，會從水深約140公尺由至水深10至60公尺處產卵，體長可達29公分。本魚自1988年以後就沒有再紀錄到了。